# Lijst van voetbalinterlands Brazilië - Nieuw-Zeeland (vrouwen)
Deze lijst van voetbalinterlands is een overzicht van alle officiële voetbalinterlands tussen de nationale vrouwenteams van Brazilië en Nieuw-Zeeland. De landen hebben tot nu toe acht keer tegen elkaar gespeeld.

## Wedstrijden
| № | Plaats             | Datum             | Competitie             | Wedstrijd                | Uitslag |
| - | ------------------ | ----------------- | ---------------------- | ------------------------ | ------- |
| 1 | Wuhan              | 12 september 2007 | WK 2007                | Nieuw-Zeeland − Brazilië | 0 − 5   |
| 2 | Cardiff            | 28 juli 2012      | Olympische Spelen 2012 | Nieuw-Zeeland − Brazilië | 0 − 1   |
| 3 | Châtel-Saint-Denis | 22 september 2013 | Vriendschappelijk      | Nieuw-Zeeland − Brazilië | 1 − 0   |
| 4 | Auckland           | 16 juni 2014      | Vriendschappelijk      | Nieuw-Zeeland − Brazilië | 1 − 1   |
| 5 | Taupo              | 19 juni 2014      | Vriendschappelijk      | Nieuw-Zeeland − Brazilië | 0 − 0   |
| 6 | São Paulo          | 28 november 2015  | Vriendschappelijk      | Brazilië − Nieuw-Zeeland | 0 − 1   |
| 7 | Cuiabá             | 1 december 2015   | Vriendschappelijk      | Brazilië − Nieuw-Zeeland | 5 − 1   |
| 8 | Lagos              | 2 maart 2016      | Algarve Cup 2016       | Brazilië − Nieuw-Zeeland | 1 − 0   |

## Samenvatting
| Competitie        | Totaal gespeeld | Winst Brazilië | Gelijk | Winst Nieuw-Zeeland | Doelsaldo Brazilië – Nieuw-Zeeland |
| ----------------- | --------------- | -------------- | ------ | ------------------- | ---------------------------------- |
| WK-eindronde      | 1               | 1              | 0      | 0                   | 5 − 0                              |
| Olympische Spelen | 1               | 1              | 0      | 0                   | 1 − 0                              |
| Algarve Cup       | 1               | 1              | 0      | 0                   | 1 − 0                              |
| Vriendschappelijk | 5               | 1              | 2      | 2                   | 6 − 4                              |
| Totaal            | 8               | 4              | 2      | 2                   | 13 − 4                             |